# Tot zinken brengen van de Deense vloot

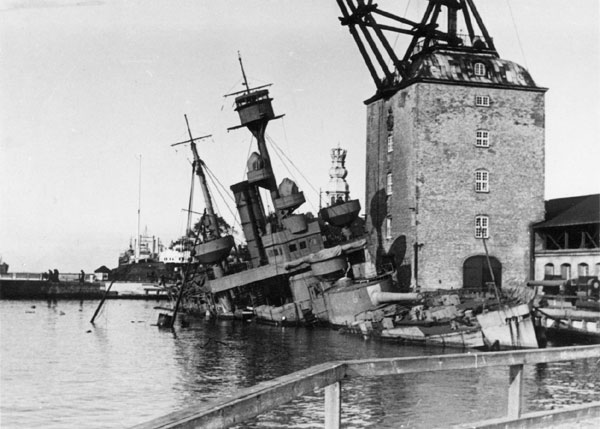
de gezonken Peder Skram

Het tot zinken brengen van de Deense vloot (Deens: Flådens sænkning) was een militaire operatie van de Deense marine op 29 augustus 1943 om de overname van de Deense vlooteenheden door de Duitse Kriegsmarine te voorkomen. 

## Voorgeschiedenis
Als onderdeel van Operatie Weserübung werd Denemarken op 9 april 1940 bezet.  Het Deense leger en de Deense marine werden, uitgerust op vredessterkte, behouden. 
De vloot werd eerst opgelegd. Op 10 mei 1940 nam het hoofd van de Deense marine, viceadmiral Hjalmar Rechnitzer, ontslag nadat de marineofficieren het vertrouwen in hem hadden opgezegd vanwege zijn terugtrekking tijdens en na de Duitse invasie. De leiding van de marine werd overgenomen door kontreadmiral Emmanuel Briand de Crévecoeur. Daarna vorderde de bezettingsmacht dat de Deense marine de eigen mijnversperringen in de Deense wateren zou ruimen. De van oost naar west lopende waterweg werd geruimd – de ruiming van de afsluitingen in de van noord naar zuid lopende waterweg verwierp het beheer van de vloot als ondersteuning van de Duitse marine-oorlog tegen Groot-Brittannië, onverenigbaar met de neutraliteit van de Deense marine in deze. Schepen van de marine namen ook de bewaking van de Sontgrens naar Zweden over van Duitsland. 
De Duitse Kriegsmarine zou de eenheden van de Deense marine het liefst overnemen, ze eiste op zijn minst een intensieve samenwerking tussen beide marines. De Deense zijde, vooral de marineattaché in Berlijn kommandørkaptajn Frits A. Kjølsen beperkte de contacten op het laagste mogelijke diplomatieke niveau. Daarom eiste Duitsland zijn ontslag, dat op 30 september 1941 gegeven werd. 
In januari 1941 vorderde Duitsland van Denemarken de overgave van zes torpedoboten. Na lange diplomatieke onderhandelingen werden op 5 februari 1941 zes ontwapende boten aan Duitsland overgedragen. 
De Deense koning Christiaan X keurde de afgifte af en beviel op 5 februari de rijksvlag op het Sixtus Bastion in de haven van Kopenhagen en de vlaggen op Amalienborg half mast te hijsen. Alle schepen van de vloot en vele koopvaardijschepen volgden dit voorbeeld toen ze de haven verlieten. 
Het marinecommando was ervan overtuigd dat Duitsland uiteindelijk met militair geweld zou proberen de vloot onder zijn macht te brengen. Onder de nieuwe marinechef, kontreadmiral Aage Helgesen Vedel (sinds 1 september 1941), was dit de reden om in 1942 te beginnen om explosieve ladingen in alle schepen in te bouwen en gedragsregels voor het geval van een Duitse aanval op de vloot op te stellen. 
De orders in het geval van een aanval op de schepen voorzagen er in:
- dat de schepen zouden proberen om neutrale (Zweedse) wateren te bereiken.
- om, indien dit niet mogelijk was de schepen zelf tot zinken te brengen.
- dat de schepen, noch de wapens, apparatuur en bijzondere faciliteiten bruikbaar in Duitse handen zouden vallen.

## Actie

### Tot zinken brengen van de schepen
In de zomer van 1943 kwamen er meer bewijzen dat Duitsland de Deense vloot met geweld onder zijn hoede wilde brengen. De politieke situatie werd kritiek en dit was waarschijnlijk het einde van de samenwerkingspolitiek. Op 27 augustus 1943 eiste de Reichsbevollmächtigte voor Denemarken, Werner Best, dat de Deense regering de noodtoestand zou uitroepen – de regering weigerde en trad op 28 augustus af. 
In de avond van 27 augustus werd in het ministerie van Marine de politieke situatie besproken en het bevel om tot zinken te brengen uitgewerkt. Het bevel werd op 28 augustus 1943 om 19.30 uur aan de vloot uitgevaardigd. Schepen en boten, die binnen 15 minuten zeeklaar en gevechtsklaar konden zijn, zouden op signaal AGF (vlaggensignaal bij nacht, lantaarnsignaal) uitvaren en proberen de reis naar Zweden te beginnen. De schepen dienden volledig gevechtsklaar te zijn en er werden reddingsmiddelen aan de bemanningsleden uitgereikt. Op het signaal KNU (vlaggen-,  lantaarn- en radiosignaal) moesten alle schepen in de havens zichzelf tot zinken brengen en de zich op zee bevindende eenheden moesten proberen Zweedse wateren te bereiken.  
In de morgen van 29 augustus 1943 om 4.00 uur begonnen Duitse marine-eenheden met de bezetting van de marinehaven van Kopenhagen (Operatie Safari). Om 4.08 uur werd het signaal KNU uitgegeven en om 4.13 uur ontplofte de eerste springladingen. Een half uur later was de vloot naar de bodem van de haven gezonken en de Duitsers konden alleen wrakken overnemen.
In andere havens waar ook marine-eenheden lagen, werden ook schepen tot zinken gebracht en andere werden door de Duitsers veroverd. 
Veertien schepen die zich op zee bevonden (zij waren als wachtschepen in de Sont ingezet) vluchtten naar Zweden. De schepen voeren naar de havens van Landskrona, Malmö en Trelleborg.

### Slag in de Isefjord
Het sterkste schip van de Deense marine, het pantserschip (Deens: artilleriskib) Niels Juel, bevond zich op 29 augustus 1943 op trainingsoefeningen in de binnenlandse wateren. Het radiosignaal KNU bereikte de Niels Juel in de haven van Holbæk. De commandant, kommandørkaptajn Carl Westermann, besloot de doorbraak naar Zweden te wagen. Het vlaggenschip van de Deense marine zou niet tot zinken worden gebracht of in Duitse handen vallen.
Nadat het schip met hulp van een sleepboot gevechtsklaar de haven verlaten had, nam de bemanning zijn posities in. 
De afvaart van Niels Juel werd opgemerkt door een Duits verkenningsvliegtuig en aan het hoofdkwartier gemeld, maar ook op het schip had men het vliegtuig opgemerkt. 
Het schip voer met maximale snelheid noordwaarts om zo snel mogelijk het Kattegat en open wateren te bereiken. Aan de uitgang van de Isefjord zag de Niels Juel een Duits oorlogsschip, een (hulp-)mijnenveger en twee torpedoboten. Duitse vliegtuigen omsingelden het schip. De eerste artillerieofficier smeekte om een aanval op de Duitse schepen, maar kapitein Westermann was niet van mening dat Duitsland en Denemarken zich in een oorlogstoestand bevonden en wilde het eerste schot aan de Kriegsmarine overlaten. 
De commandanten misten de laatste informatie over de situatie in Denemarken – een omstandigheid die desastreus zou blijken voor het schip. De Duitse vliegtuigen vielen met bommen en vliegtuigmitrailleurs aan. De Niels Juel veranderde de koers naar zuidwaarts en de volgende aanval werd beantwoord door de geschutskoepels van het schip en er werd een vliegtuig geraakt. Het pantserschip begon voor de Hundested te kruisen – de leiding wachtte op verdere informatie van het marinecommando. Drie luchtaanvallen volgden. Bij de derde aanval met bommen en machinegeweren viel op de Niels Juel de stroomtoevoer en de beide brandbestrijdingsmachines uit en was zij niet meer gevechtswaardig. 
Een koerier van het marinecommando kwam aan boord en bracht een nieuw bevel over: anker uitgooien en op verdere instructies wachten. Het bevel werd door de Duitse marineopperbevelhebber in Denemarken gedicteerd. 
Kapitein Westermann besloot het nieuwe bevel niet te op te volgen, maar om zijn schip te laten stranden en alle wapens, uitrustingen en machines onklaar te maken. Als laatste bevel liet hij de vlag neerhalen, daarna werd de bemanning door de Duitsers geïnterneerd.

## Nasleep
De naar Zweden ontkomen eenheden werden naar Karlskrona overgebracht en nadat het als officieel vlootbezoek werd gedefinieerd voor twee weken geïnterneerd. Vanaf 1944 werden de schepen de Deense vloot in ballingschap. In mei 1945 keerde de vloot terug naar Denemarken.
De verzonken schepen werden voor een deel geborgen en gerepareerd en door de Duitse marine gebruikt.